# Daelman

Familiewapen van Daelman

Daelman is een Nederlands geslacht waarvan leden sinds 1827 tot de Nederlandse adel en de Belgische adel behoren en dat in 1989 uitstierf.

## Geschiedenis
De stamreeks begint met Pierre Daelman die van 1548-1556 vermeld wordt als schepen van Edingen (Henegouwen). Zijn achterkleinzoon, Charles François (1630-1712), werd op 20 maart 1705 door Filips V verheven in de adelstand. Diens kleinzoon werd op 30 april 1827 erkend te behoren tot de Nederlandse adel; aan diens zoon werd op 27 oktober 1841 verleend de titel van baron bij eerstgeboorte, in 1851 in België gevolgd door bevestiging van die erkenning van de titel van baron bij eerstgeboorte. De laatste telg van het geslacht stierf in 1989.